# Fiore gemello
Fiore gemello  è un film drammatico italiano del 2018 diretto da Laura Luchetti.

## Trama
Anna è una giovane donna in fuga dal trafficante di esseri umani che ha ucciso suo padre, mentre Basim è un ragazzo scappato dalla Costa d'Avorio nella speranza di una vita migliore. I due si incontrano in Sardegna.

## Distribuzione
Il film è stato presentato al Toronto International Film Festival 2018, dove ha ricevuto una menzione d'onore dalla giuria del Premio Discovery FIPRESCI. In seguito è uscito nelle sale italiane il 6 giugno 2019.